# 古津站
古津站（日语：／ Furutsu eki */?）是位於新潟縣新潟市秋葉區朝日，東日本旅客鐵道（JR東日本）的信越本線車站。

## 歷史
- 1943年（昭和18年）9月28日：鐵道省（國有鐵道）開設古津信號站。
- 1949年（昭和24年）5月28日：升級至車站，名為古津站[1]。
- 1970年（昭和45年）10月1日：成為無人車站。
- 1987年（昭和62年）4月1日：伴隨國鐵分割民營化，車站由東日本旅客鐵道（JR東日本）營運。
- 2006年（平成18年）1月21日：此站開始可以使用IC卡「Suica」[2]。
- 2012年（平成24年）5月1日：設置名譽站長（日语：名誉駅長）[3]。

## 車站構造
車站是一座地面車站，設有2面2線的相對式月台，月台之間設有跨線橋連接。
此站是由新津站管理的無人車站。車站內設有簡易Suica閘機，於東出口車站大樓、西出口樓梯出入閘各1台。車站大樓位於1號月台東出口側。車站內也有自動售票機（1台輕觸式。不可使用Suica）、飲料自動販賣機、列車運行狀況的液晶體顯示屏和廁所。西出口沒有車站大樓。在月台上和御候車室中設有乘車站證明書發行機。隨後加設了列車運行狀況的電子顯示屏。

### 月台
| 月台 | 路線      | 上下行 | 方向       |
| ---- | --------- | ------ | ---------- |
| 1    | ■信越本線 | 上行   | 東三條方向 |
| 2    | ■信越本線 | 下行   | 新津方向   |

參考

## 使用狀況
根據「新潟市統計書」，以下列車2010年度（平成22年度）前一年乘車人次。另外，在新潟市合併（2004年度（平成16年度））前並沒有表示有關數據。
| 乘車人次變化       | 乘車人次變化              | 乘車人次變化 |
| 年度               | 年間乘車人次 (單位：千人) | 參考資料     |
| ------------------ | ------------------------- | ------------ |
| 2005年（平成17年） | 294                       | [ 5 ]        |
| 2006年（平成18年） | 312                       | [ 5 ]        |
| 2007年（平成19年） | 329                       | [ 5 ]        |
| 2008年（平成20年） | 333                       | [ 5 ]        |
| 2009年（平成21年） | 352                       | [ 5 ]        |
| 2010年（平成22年） | 363                       | [ 5 ]        |

此站為無人車站，因此未能計算準確的人數。在2011年度（平成23年度）以後再沒有公開乘乘車人次數據。

## 車站周辺
車站周邊為住宅區。於車站東邊為Template:Translnk金津村中心。

### 東出口
- 新潟縣道167號古津停車場線（日语：新潟県道167号古津停車場線）
- 新潟縣道320號新津小須戶線（日语：新潟県道320号新津小須戸線）
- 新潟藥科大學（日语：新潟薬科大学）（新津校園）
- 新潟市立金津中學
- 新潟市立金津小學
- JA新津小月 金津分所
- 花和遺蹟之故鄉公園
  - 新潟市新津美術館（日语：新潟市新津美術館）
  - 新潟縣立植物園（日语：新潟県立植物園）
  - 新潟縣埋藏文化財中心
  - 古津八幡山遺蹟（日语：古津八幡山遺跡）
- 正安寺

### 西出口
- 國道403號（日语：国道403号）＜新津南繞道（日语：新津バイパス）＞

## 巴士路線
在東出口的縣道320號上設有古津站前巴士站（步行約5分鐘），該巴士站設有新潟交通觀光巴士路線「矢代田線」和於秋葉區內運行的社區巴士「秋葉區區巴士」。
區巴士兩方向和新潟交通觀光巴士往新津中心方向的巴士站位於古津駅前T字路口附近位置。新潟交通觀光巴士小須戶、白根方向的巴士站位於T字路口西南方約200米的古津路口處。
- 古津站前（古津站前T字路口）
  - 新津方向
    - SW3、SW4　經田家　前往新津站
    - 秋葉區巴士　【循環線】經程島、田家、秋葉區公所　前往新津站東口

  - 小須戸方向
    - 秋葉區巴士　【循環統】經金津、矢代田站前、天澤、小須戶出張所、、秋葉區公所　前往新津站西口
- 古津站前（古津路口）
  - 小須戶、白根方向
    - SW3　經矢代田站前・小須戶　前往白根、潟東（日语：潟東村）營業所
    - SW4　經矢代田站前・小須戶　前往白根

在T字路北邊設有朝日巴士站，該站設有前往金津方向的巴士路線（SW6）。

## 相鄰車站
東日本旅客鐵道
■信越本線
矢代田－京津－新津

## 注腳
1. 1 2 3 4 5 6 7 8 9  . 週刊朝日百科. 14号 長野駅・新津駅・高田駅ほか. 朝日新聞出版. 2012-11-11: 25 （日语）.
2. ↑   (新闻稿). 東日本旅客鉄道 新潟支社. 2005-09-21 （日语）. - WayBack Machine存檔
3. ↑   (PDF) (新闻稿). 東日本旅客鉄道 新潟支社. 2014-04-27  [2014-10-25]. （原始内容 (pdf)存档于2013-01-17） （日语）.
4. ↑  JR東日本:駅構内図 （页面存档备份，存于）（日語）
5. 1 2   (PDF). 平成23年度統計書. 新潟市. 2012-03  [2019-02-25]. （原始内容存档 (PDF)于2019-02-24） （日语）.

## 外部連結
- 車站資訊（古津）：東日本旅客鐵道（日語）